# Kill Switch
Kill Switch is een Amerikaanse film uit 2008 geregisseerd door Jeff F. King met in de hoofdrollen Steven Seagal en Isaac Hayes.

## Verhaal
Jacob King was als kind getuige hoe zijn tweelingbroer de keel werd overgesneden door een seriemoordenaar. Nu werkt King bij de dienst moordzaken bij de politie van Memphis in de Amerikaanse staat Tennessee. Hij is er gekend omwille van zijn gewelddadige arrestaties. Momenteel werkt hij aan twee onderzoeken. Het eerste is een reeks moorden door seriemoordenaar Lazarus die met cryptische, astrologische boodschappen berichten achterlaat over zijn volgende slachtoffer. Een tweede moordenaar, Billy Joe Hill, wordt door Jacob opgepakt. Er ontstaat een gevecht waarbij Hill door het raam naar buiten valt en zich zwaar verwondt. FBI-agente Miller wordt aangesteld om dit incident verder te onderzoeken. Zij komt tot de conclusie dat niet Hill, maar wel King de seriemoordenaar is. King ontcijfert de code van Lazarus en zoekt hem op. Na een zwaar gevecht, waarbij King bij Lazarus verschillende botten breekt, wordt Lazarus ondervraagd. Hij biecht op King  in de val te hebben gelokt door bewijzen te vervalsen waardoor King niet langer aangezien wordt als de verdachte.
Na zijn herstel neemt Hill wraak door Celine te vermoorden van wie hij denkt King's vriendin te zijn. Er ontstaat een gevecht tussen King en Hill waar er bij Hill enkele slagaders worden opengesneden waardoor hij sterft.
Detective Anderssen vindt een brief van King met de melding dat hij de politie verlaat omdat niemand het echt eens is met zijn manier van handelen. King gaat naar zijn eigen huis, een riante villa, waar zijn Russische vrouw en twee zonen hem opwachten.

## Rolverdeling
| Acteur                 | Personage      |
| ---------------------- | -------------- |
| Steven Seagal          | Jacob King     |
| Holly Dignard          | Frankie Miller |
| Karyn Michelle Baltzer | Celine         |
| Chris Thomas King      | Storm          |
| Philip Granger         | Jensen         |